# Reinhard Hanke
Reinhard Hanke (* 22. April 1940; † 11. Februar 2024) war ein deutscher Jurist und Kommunalpolitiker. Er war von 1982 bis 1990 Oberbürgermeister der baden-württembergischen Kreisstadt Schorndorf.

## Leben
Vor seiner Wahl zum Oberbürgermeister war Hanke als Richter am Freiburger Verwaltungsgericht tätig. Nach seinem Ausscheiden als Oberbürgermeister war Hanke in Dresden und als Rechtsanwalt in Schorndorf-Schlichten tätig, wo er ab 2015 auch wieder lebte.

## Oberbürgermeisterwahl 1982
Nachdem Hanke im Dezember 1981 bei der Wahl zum Oberbürgermeister von Ellwangen unterlegen war, holte die SPD ihn 1982 als Kandidaten für das Oberbürgermeisteramt nach Schorndorf, wo er im zweiten Wahlgang mit 48 % der Stimmen für acht Jahre gewählt wurde und seinen Vorgänger Rudolf Bayler (CDU) ablöste, der nach zwanzig Jahren Amtszeit nicht mehr angetreten war.

## Oberbürgermeisterwahl 1990
Im Jahr 1990 verzichtete Hanke zunächst auf einen Wahlkampf. Dies führte dazu, dass Hanke 35 % und der angetretene Bürgerrechtler Helmut Palmer 14 % sowie der Remshaldener Bürgermeister Winfried Kübler (CDU) 45 % erreichten. Hanke stieg in den Wahlkampf ein und Palmer zog seine Kandidatur zugunsten Hankes zurück, so dass dieser 42 % der Stimmen gewinnen konnte. Kübler löste mit 57 % der Stimmen Hanke ab und wurde von der CDU, den Freien Wählern und der FDP unterstützt.

## Politische Ziele
Hanke legte seine Schwerpunkte in den Bereich der Kultur. So förderte er die Literatur- und Märchentage sowie das Kulturforum mit dem Bildhauersymposium. Manche seiner Projekte waren in der Bevölkerung umstritten.
In seiner Amtszeit wurde im Stadtteil Oberberken eine neue Bürgerhalle gebaut. Ebenso wurde die in der Öffentlichkeit heftig diskutierte Umgehungsstraße durch den Bau der Bundesstraße 29, die auch als „Hangtrasse“ bekannt wurde, gebaut.
1991 wurde nach seiner Amtszeit die von ihm geförderte Städtepartnerschaft mit der thüringischen Gemeinde Kahla eingegangen. Hanke erhielt die Ehrenmedaille aus Kahla für sein Engagement.